# Glay (Doubs)
Glay település Franciaországban, Doubs megyében. Lakosainak száma 340 fő (2022. január 1.). Glay Meslières, Dannemarie, Blamont, Roches-lès-Blamont, Abbévillers és Grandfontaine községekkel határos.

## Népesség
A település népességének változása:
| Lakosok száma | 314  | 268  | 307  | 308  | 355  | 347  | 340  | 339  | 340  | 340  |
|               | 1968 | 1982 | 1990 | 2006 | 2013 | 2015 | 2017 | 2019 | 2020 | 2022 |